# Ángeles Maestro
María Ángeles Maestro Martín (conocida como Nines Maestro) es una política española nacida el 6 de febrero de 1952 en Medina del Campo (Valladolid). Es licenciada en Medicina y Cirugía por la Universidad Autónoma de Madrid.
Militante del Partido Comunista de España (PCE) desde 1974, en 1979 fue elegida concejala de Talavera de la Reina (Toledo), donde ejerció en el primer gobierno municipal electo democráticamente tras la muerte de Francisco Franco como delegada de Sanidad. En 1989 fue elegida diputada en el Congreso por Izquierda Unida (IU), siendo reelegida en 1993 y 1996.
Fue una de las fundadoras de IU, siendo desde el primer momento miembro del Consejo Político Federal y de la Presidencia Ejecutiva. Dentro de la misma se situó en su ala izquierda, como dirigente de tendencias como Plataforma de Izquierdas o Corriente Roja. En el PCE formó parte de su Secretaría de Relaciones Internacionales, del Comité Federal y del Comité Ejecutivo.
En noviembre de 1996 fue miembro del Tribunal Internacional por Crímenes Contra la Humanidad Cometidos por el Consejo de Seguridad de Naciones Unidas en Irak, iniciativa cívica de intelectuales, políticos y profesionales del Derecho contrarios a las trágicas consecuencias del embargo sobre la población civil del país mesopotámico.
Dejó de formar parte de Izquierda Unida cuando Corriente Roja abandonó la coalición en junio de 2004, reincorporándose a su puesto como médico en el Servicio Madrileño de Salud. Abandonó el PCE tras el XVII Congreso de junio de 2005, tras rechazar este la propuesta de Corriente Roja de que el PCE abandonase IU. Actualmente, después de que el trotskista PRT-IT se hiciese con el control de las siglas de Corriente Roja, convirtiéndola en la sección española de la LIT-CI, Maestro es la principal dirigente de la organización Red Roja, que aspira a recuperar el proyecto original de Corriente Roja con cuadros políticos netamente comunistas.
Maestro ha mostrado públicamente en diversas ocasiones su cercanía a la izquierda abertzale, pidiendo el voto para el Partido Comunista de las Tierras Vascas (EHAK) o participando en actos de Batasuna. En las elecciones al Parlamento Europeo de 2009 fue candidata en las listas de Iniciativa Internacionalista - La Solidaridad entre los Pueblos.
En enero de 2019 fue investigada por la Audiencia Nacional por un supuesto delito de financiación del terrorismo. Durante los años 2014 y 2015 realizó dos colectas para recaudar ayuda humanitaria en Palestina tras los ataques de Israel. Dicho dinero fue entregado a Leila Khaled, militante del Frente Popular para la Liberación de Palestina, considerada organización terrorista por Estados Unidos, Canadá, y la Unión Europea.